# Kallol, Chikodi
Kallol là một làng thuộc tehsil Chikodi, huyện Belgaum, bang Karnataka, Ấn Độ.